# Maidstone
Maidstone este un oraș și un district ne-metropolitan situat în Regatul Unit, reședința comitatului Kent, în regiunea South East, Anglia. Districtul are o populație de 142.800 locuitori, din care 75.070 locuiesc în orașul propriu zis Maidstone.

## Vedeți și
- Listă de orașe din Regatul Unit